# Голямо мъхово водно конче
Голямото мъхово водно конче (Leucorrhinia pectoralis) е вид водно конче от семейство Плоски водни кончета (Libellulidae). Видът не е застрашен от изчезване.

## Разпространение и местообитание
Разпространен е в Австрия, Армения, Беларус, Белгия, Босна и Херцеговина, Германия, Грузия, Дания, Естония, Испания, Казахстан, Латвия, Литва, Молдова, Нидерландия, Норвегия, Полша, Северна Македония, Румъния, Русия, Словакия, Словения, Сърбия, Украйна, Унгария, Финландия, Франция, Хърватия, Чехия, Швейцария и Швеция.
Регионално е изчезнал в България и Люксембург и вероятно е изчезнал в Италия.
Среща се на надморска височина от -1,8 до 17,1 m.

## Описание
Популацията на вида е стабилна.